# École espagnole d'équitation
Pour les articles homonymes, voir EEE.

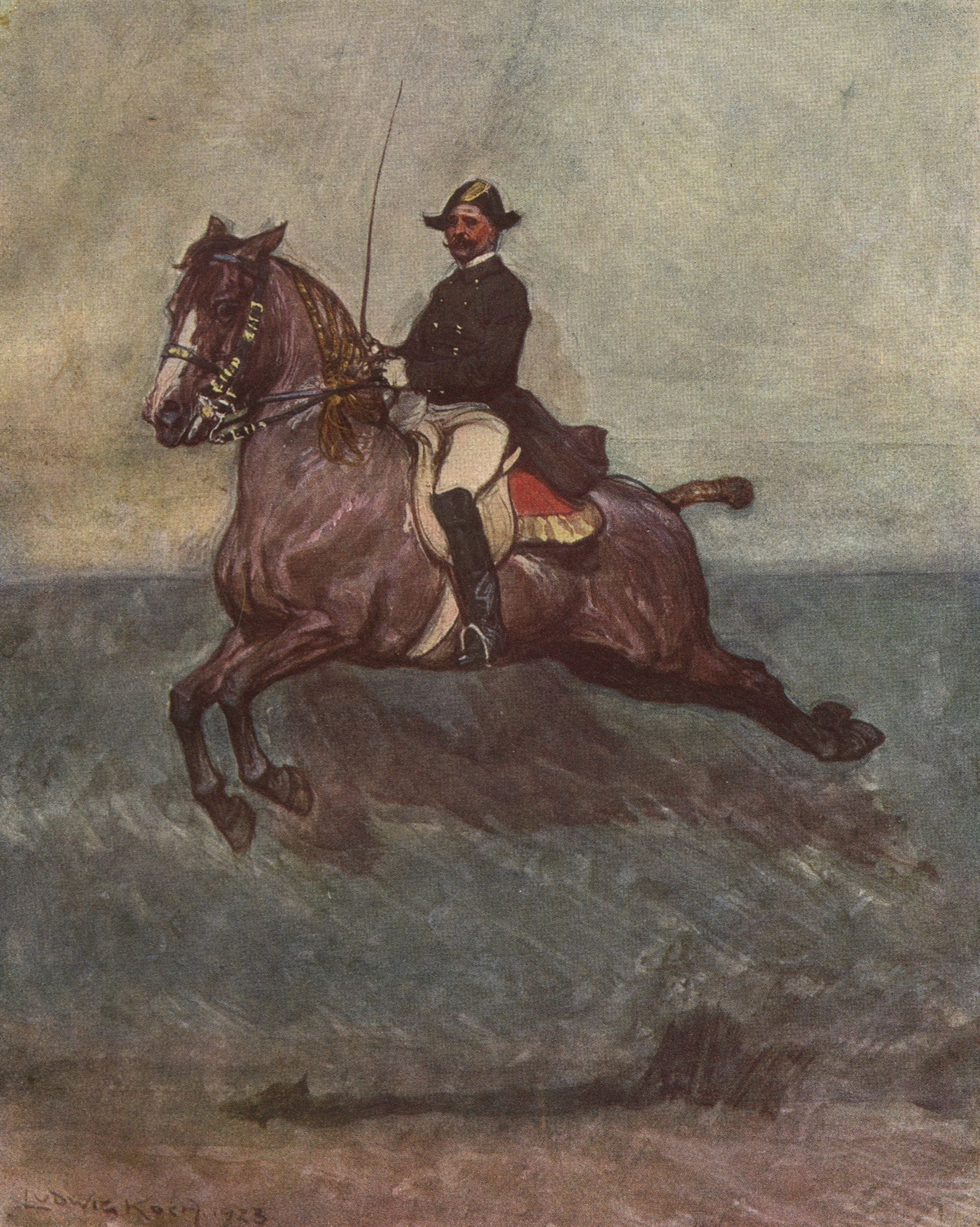
Cabriole.

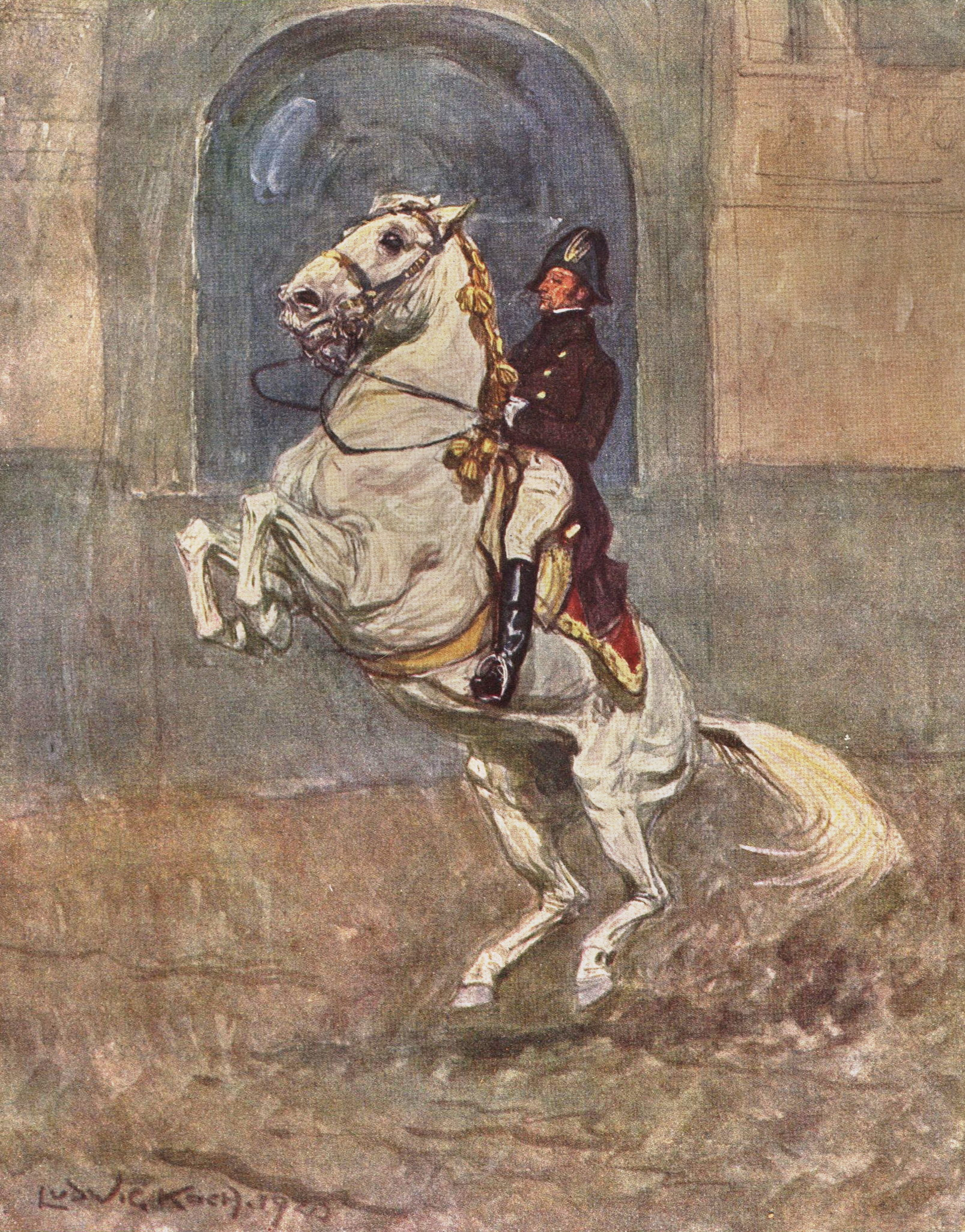
Courbette.

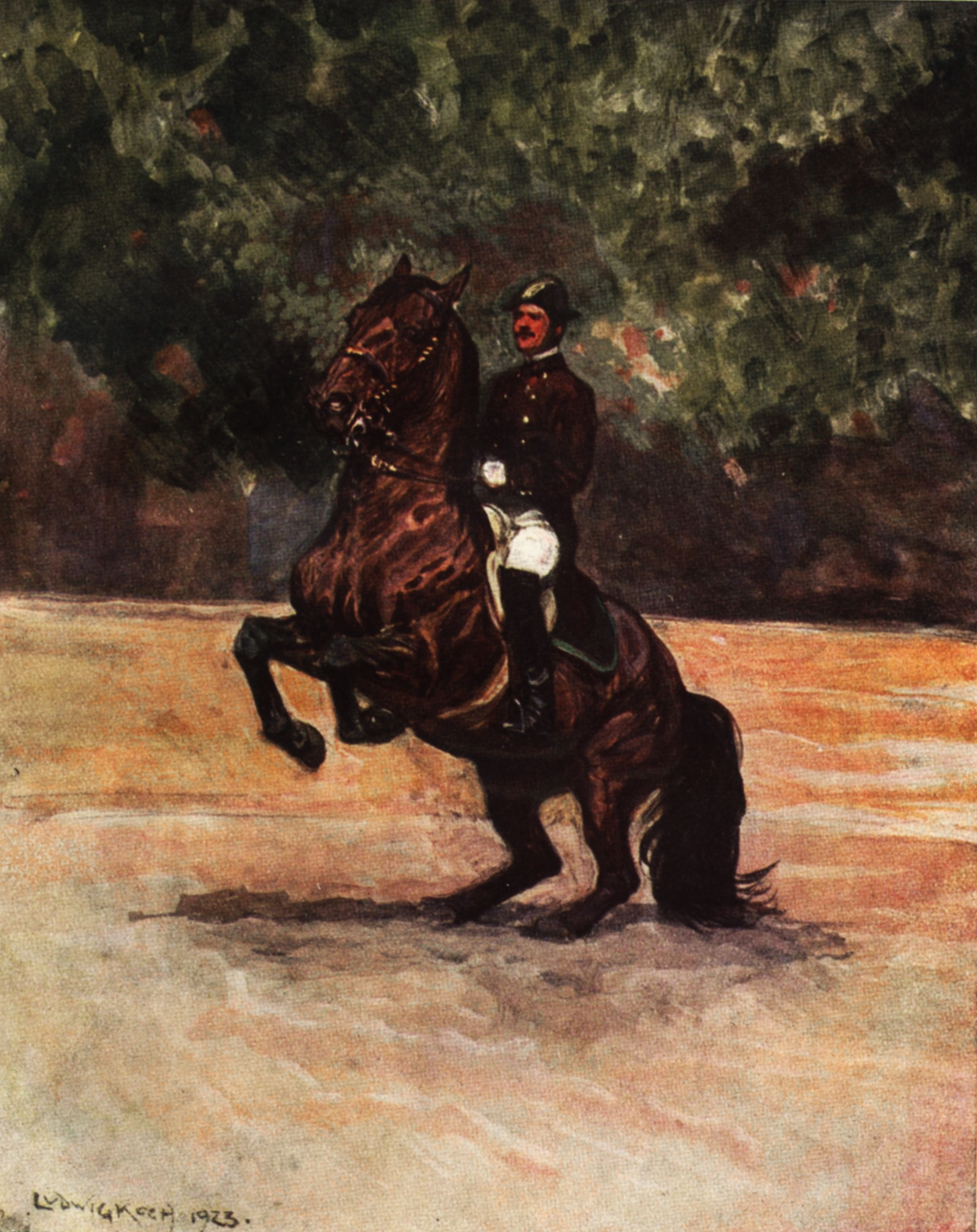
Levade.

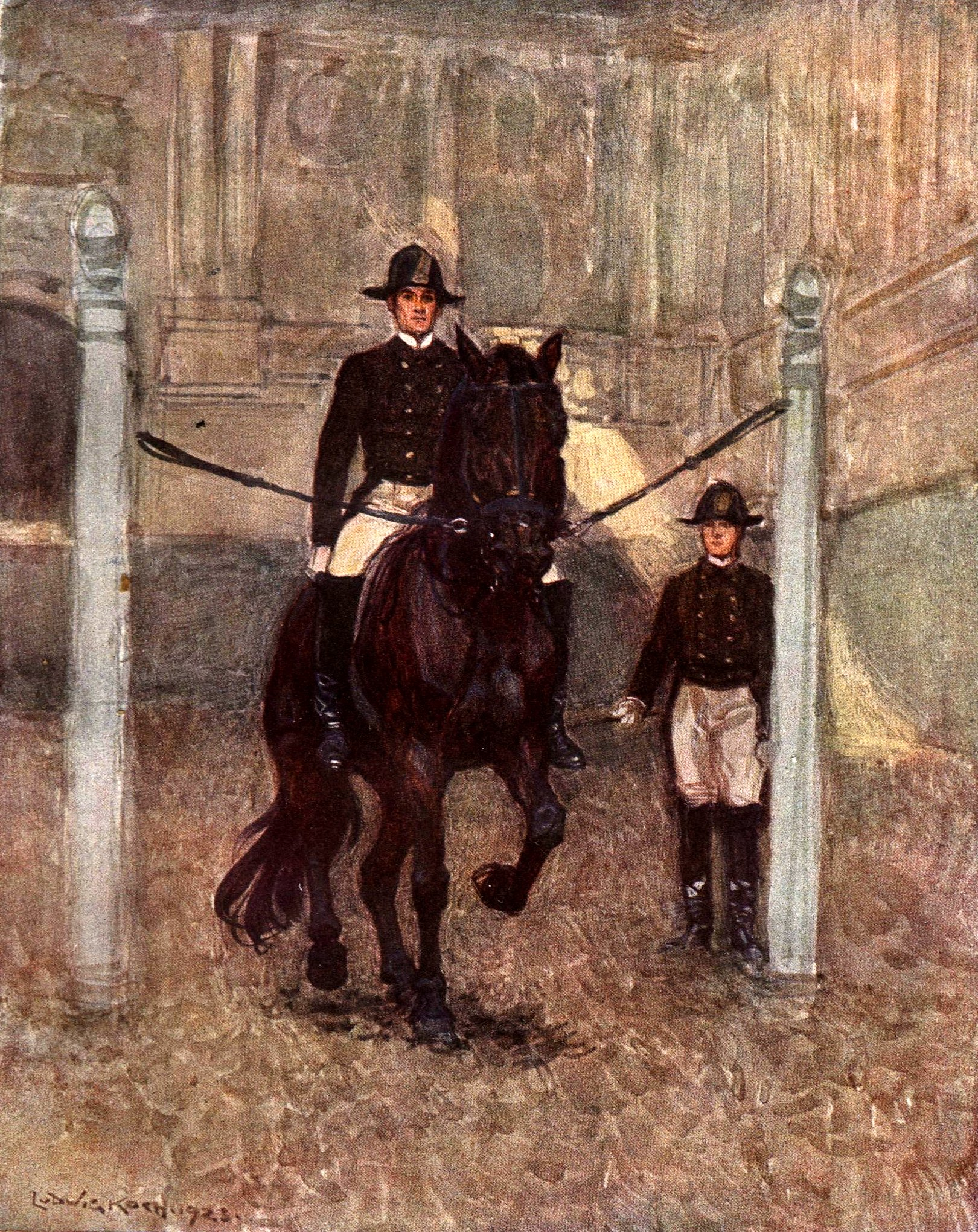
Piaffer.

L'École espagnole d'équitation (EEE) (Allemand: Spanische Hofreitschule) en Autriche, connue également sous le nom École espagnole de Vienne, est une école d’équitation internationalement reconnue. Les chevaux qui y sont dressés sont uniquement des étalons lipizzans et dont les spectacles se jouent dans le manège d'hiver (Winterreitschule) situé près du palais impérial du Hofburg. Centre reconnu du dressage équestre, l’école est également une des principales attractions touristiques de la capitale autrichienne.

## Situation et description
L’École espagnole est située dans plusieurs bâtiments proches des places Michaelerplatz et Josefsplatz près de la Hofburg au centre de Vienne. Les spectacles équestres se tiennent dans le manège d'hiver (Winterreitschule) de l’École espagnole qui a été construit entre 1729 et 1735. Le manège est une sorte de hall garni de fenêtres et qui mesure 55 mètres sur 18 pour une hauteur de 17 mètres. Peint principalement en blanc avec quelques pointes de beige et de gris clair, il est décoré d’un portrait de l’Empereur Charles VI situé dans la loge impériale face à l’entrée d’où entrent les cavaliers. Les cavaliers ont par tradition le devoir de saluer le portrait en entrant dans le manège avant de commencer leurs figures.
L’École espagnole possède également plusieurs étables à Heldenberg-Wetzdorf. Les 68 étalons de l’établissement s’y rendent en juillet et en août durant sept semaines. Les chevaux ne sont pas formés durant cette période et se contentent de balades dans les forêts avoisinantes. 

## Histoire
L’École espagnole fut créée en 1565 à l’époque de l’Empire autrichien. Elle est la plus ancienne école d'équitation encore existante au monde.
Des données historiques indiquent qu’un manège en bois avait déjà été envisagé en 1565 mais ce n’est qu’en 1729 que l’empereur Charles VI demanda à l’architecte Johann Bernhard Fischer von Erlach de construire le bâtiment actuel. Avant cette époque, l’école travaillait dans une arène en bois localisée sur la place Josefsplatz. Au début, le manège était uniquement employé lors de cérémonies mais aujourd’hui il est ouvert au public qui peut regarder les entraînements.
Le terme « espagnol » provient de la région d’origine des tout  premiers chevaux. En effet, bien que les lipizzans provenaient de l’Empire autrichien (actuellement en Slovénie), ceux-ci étaient issus en grande partie de lignées de chevaux originaires d’Espagne qui avaient été croisés ensuite en Autriche. L’empire autrichien et l’Espagne étaient en effet liés à cette époque. Aujourd’hui, les chevaux proviennent du haras de Piber dans l’ouest de la province autrichienne de Styrie bien qu’à l’origine ils provenaient aussi du haras de Lipica (Italien: Lipizza) situé aujourd’hui en Slovénie à la frontière avec l’Italie non loin de la ville de Trieste. La localité de Lipica a par ailleurs donné son nom à cette race de chevaux. L’École espagnole n’utilise que des chevaux Lipizzans. Les chevaux employés par l’école sont uniquement des étalons. Ils sont tous de teinte gris clair mis à part un étalon qui lui est entièrement noir.
L’École espagnole avait été précédée par d’autres traditions militaires remontant déjà au temps de Xénophon durant la Grèce antique mais aussi du temps du Moyen Âge lorsque les chevaliers en armures devaient posséder des chevaux bien éduqués pour pouvoir se battre plus facilement sur les terrains de batailles.
Traditionnellement, les cavaliers avaient toujours été des hommes bien qu’aucune règle n’interdisait les femmes. En 2008, deux femmes, une britannique de 18 ans et une autrichienne de 21 ans, ont réussi l’examen d’entrée et ont pu accéder ainsi à l’école en devenant les premières cavalières admises 436 ans après la création de l’école.

## Méthodes
Les méthodes de dressage employées par l’école sont fondées depuis le XVIIIe siècle sur les écrits de l'écuyer français François Robichon de la Guérinière, l'École de Cavalerie, publié à Paris en 1729-1730. Un mythe veut que les mouvements aient été développés pour aider les cavaliers lors des combats. En fait, l’apprentissage des mouvements avait juste pour but de muscler les chevaux pour les renforcer lors des combats. Les mouvements n’étant pas employés lors des batailles.
Les méthodes se transmettent au fil des temps de l’instructeur à l'étudiant. Les étalons arrivent à l'école à l'âge de quatre ans. Un entraînement complet dure environ six ans et est composé de trois enseignements fondamentaux :
- La Remontenschule qui apprend au cheval à bien marcher droit; à avoir une bonne démarche et à répondre correctement au cavalier ;
- La Campagneschule qui apprend au cheval à diminuer ou augmenter la taille de ses pas, de réaliser des déplacements latéraux et on commence à l'habituer à la double bride ;
- La Hohe Schule (« Haute École ») qui perfectionne la maîtrise du cheval dans ses gestes et lui permet de réaliser des pas plus aériens. On lui apprend diverses figures comme la pirouette, le passage, le piaffer, etc.[4].

## Représentations
Les spectacles n’étaient à l’origine accessibles qu’aux invités de la cour impériale d’Autriche. Plus tard, ils furent accessibles au public lors de très rares occasions. Ce n’est qu’après la chute de l’Empire austro-hongrois en 1918 que l’établissement s’ouvrit au public afin de pouvoir financer son existence.
Un spectacle débute généralement par des mouvements de base opérés par de nouveaux étalons récemment arrivés à l’École. Ensuite viennent des étalons plus entraînés qui accomplissent des mouvements plus difficiles comme la pirouette ou le piaffer. Les chevaux sont munis à ce moment de bride double. Deux chevaux effectuent ensuite le PAS DE DEUX, un cheval agissant identiquement à l’autre pour simuler en quelque sorte l’effet d’un miroir. Plus tard, les chevaux effectuent des figures aériennes comme la levade, la courbette et la cabriole. Les chevaux passent entre des poteaux.
Finalement, le spectacle se termine par des mouvements d’une formation de huit cavaliers réalisant ensemble différentes figures. Cette partie du spectacle très technique dure environ 20 minutes.

## Culture populaire
En 2006, l’École espagnole a été honorée par la frappe d’une pièce de collection de 5 euros autrichienne la représentant. Une des faces de la pièce représente le palais impérial d’Hofburg sur la place Josefsplatz, au centre de laquelle on trouve la statue de l’Empereur Joseph II. L’aile du Hofburg qui contient l’École espagnole est visible à droite de la pièce.

## Galerie

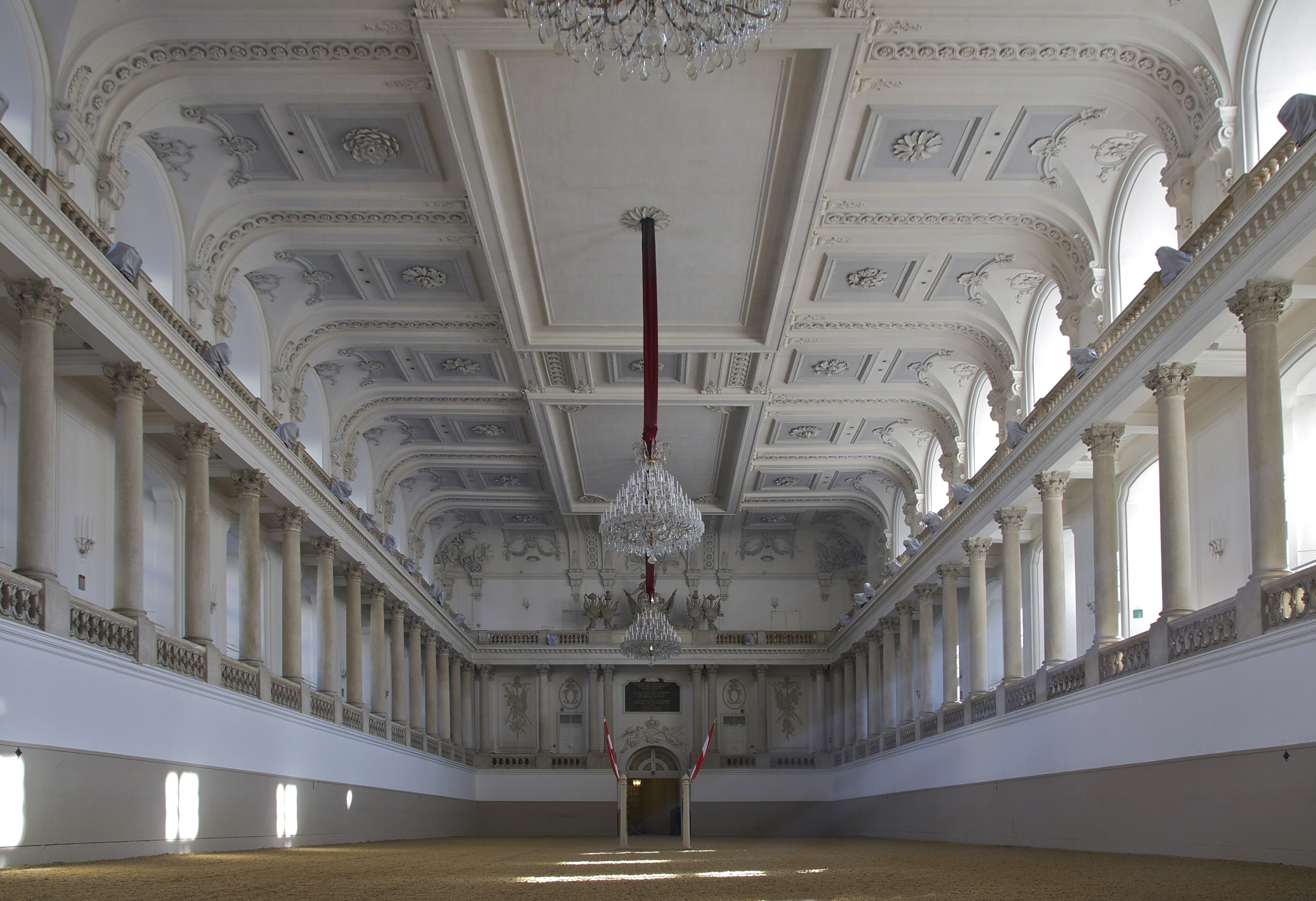
Winterreitschule
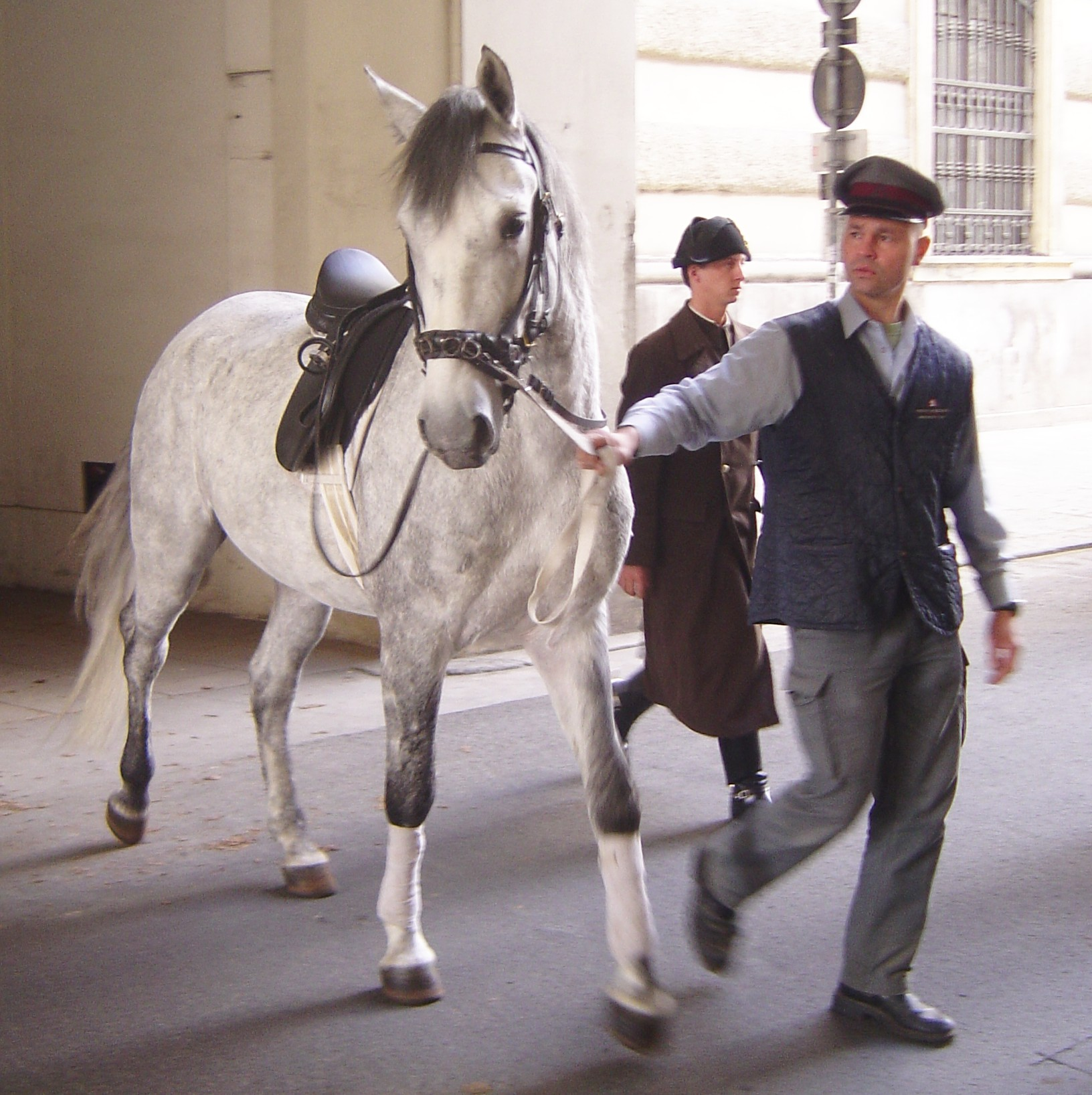
Un jeune Lipizzan en route vers l’entraînement
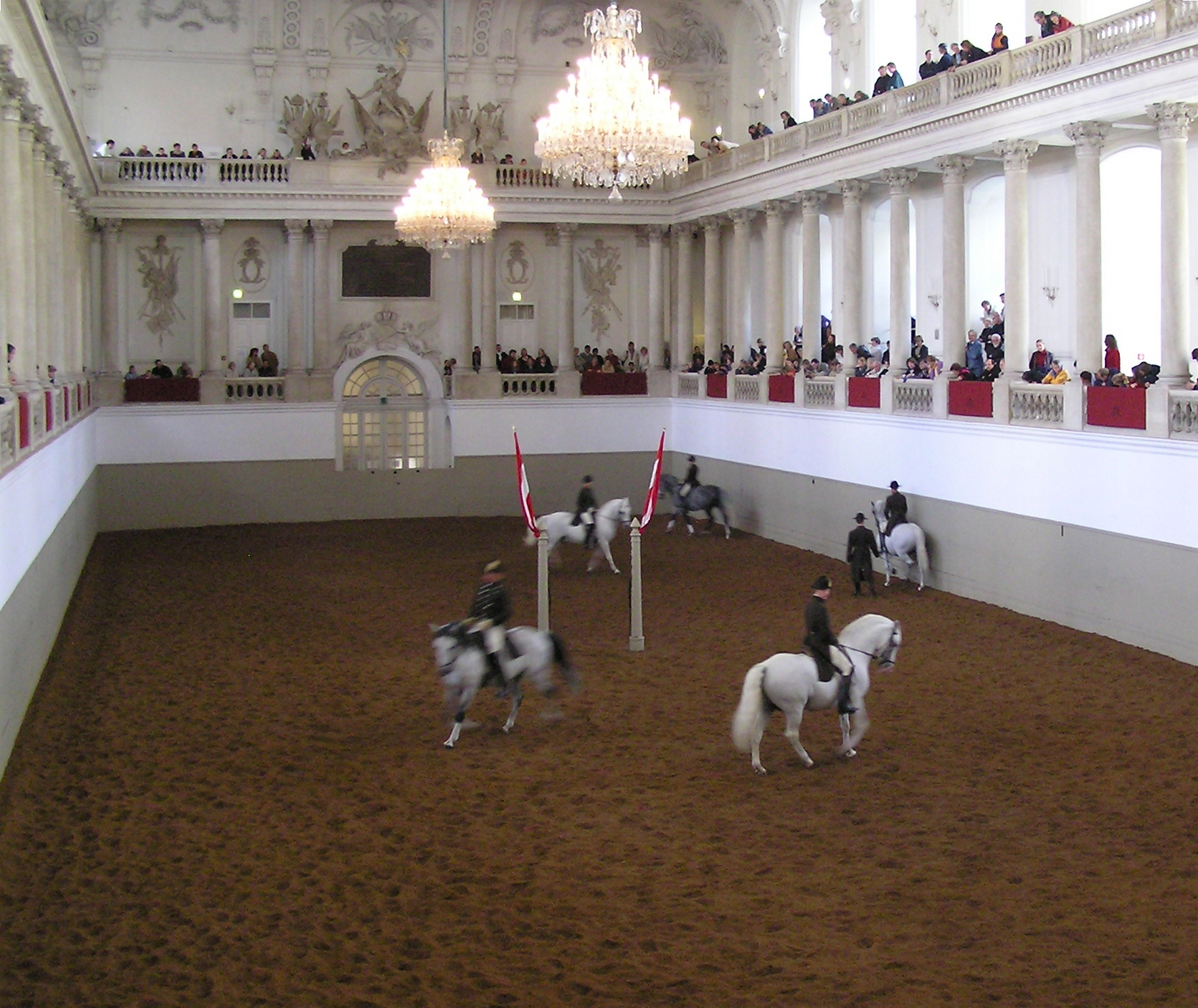
Étalons Lipizzans dans le manège d'hiver (Winterreitschule) de l’École espagnole
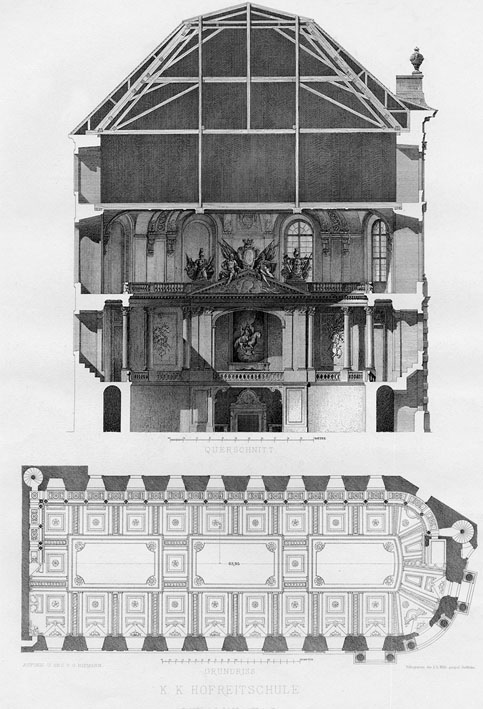
Plan en coupe du Winterreitschule